# Győr (nádraží)
Győr je železniční stanice v maďarském městě Győr, které se nachází v župě Győr-Moson-Sopron. Stanice byla otevřena v roce 1855, kdy byla zprovozněna trať mezi Győrem a Bruck an der Leitha.

## Historie
Stanice byla otevřena dne 25. prosince 1855, kdy byla zprovozněna 78 km dlouhá železniční trať Győr – Bruck an der Leitha. Během let byla trať dostavěna až do Budapest-Kelenföld a Wien Westbahnof.
V roce 1872 nastaly problémy s výstavbou trati Győr–Šoproň, a tak musela firma GySEV postavit nové nádraží Győr-GySEV asi 1,5 km od nádraží státních drah. V současnosti nádraží slouží pouze jako seřaďovací. Později byla trať se stanicí propojena.
V roce 1895 byla zprovozněna trať z Győru přes Veszprémvarsány, Veszprém, Hajmáskér, Lepsény, Enying, Tamási do Dombóváru. V současnosti jezdí vlaky jenom mezi Győrem a Veszprémem. Úsek Hajmáskér–Lepsény–Enying je od roku 2007 bez dopravy a úsek Enying–Tamási–Dombóvár je již zlikvidovaný.
Během druhé světové války byla stanice kompletně zničena, a tak v roce 1958 byla postavena nová staniční budova, která funguje dodnes.
V roce 2008 byla ve stanici opravena nástupiště a opraven byl i železniční svršek. Staniční budova nebyla opravena, a tak zůstává v špatném stavu.

## Provozní informace
Stanice má celkem 4 nástupiště a 7 nástupních hran. Ve stanici je možnost zakoupení si jízdenky. Je elektrizovaná střídavým proudem 25 kV, 50 Hz. Provozuje ji společnost MÁV.

## Doprava
Stanice je hlavní stanicí ve městě. Zastavuje zde spousta mezinárodních vlaků EuroCity a railjet. Dále zde zastavuje spousta vnitrostátních vlaků InterCity do Šoproně a Szombathely. Osobní vlaky zde odsuď jezdí do Budapešti, Veszprému, Rajky, Vídně, Šoproně a Celldömölku.

## Tratě
Stanicí procházejí tyto tratě:
- Budapešť–Hegyeshalom–Rajka (MÁV 1)
- Győr–Csorna–Šoproň (GySEV 8)
- Győr–Pápa–Celldömölk (MÁV 10)
- Győr–Veszprémvarsány–Veszprém (MÁV 11)

## Galerie

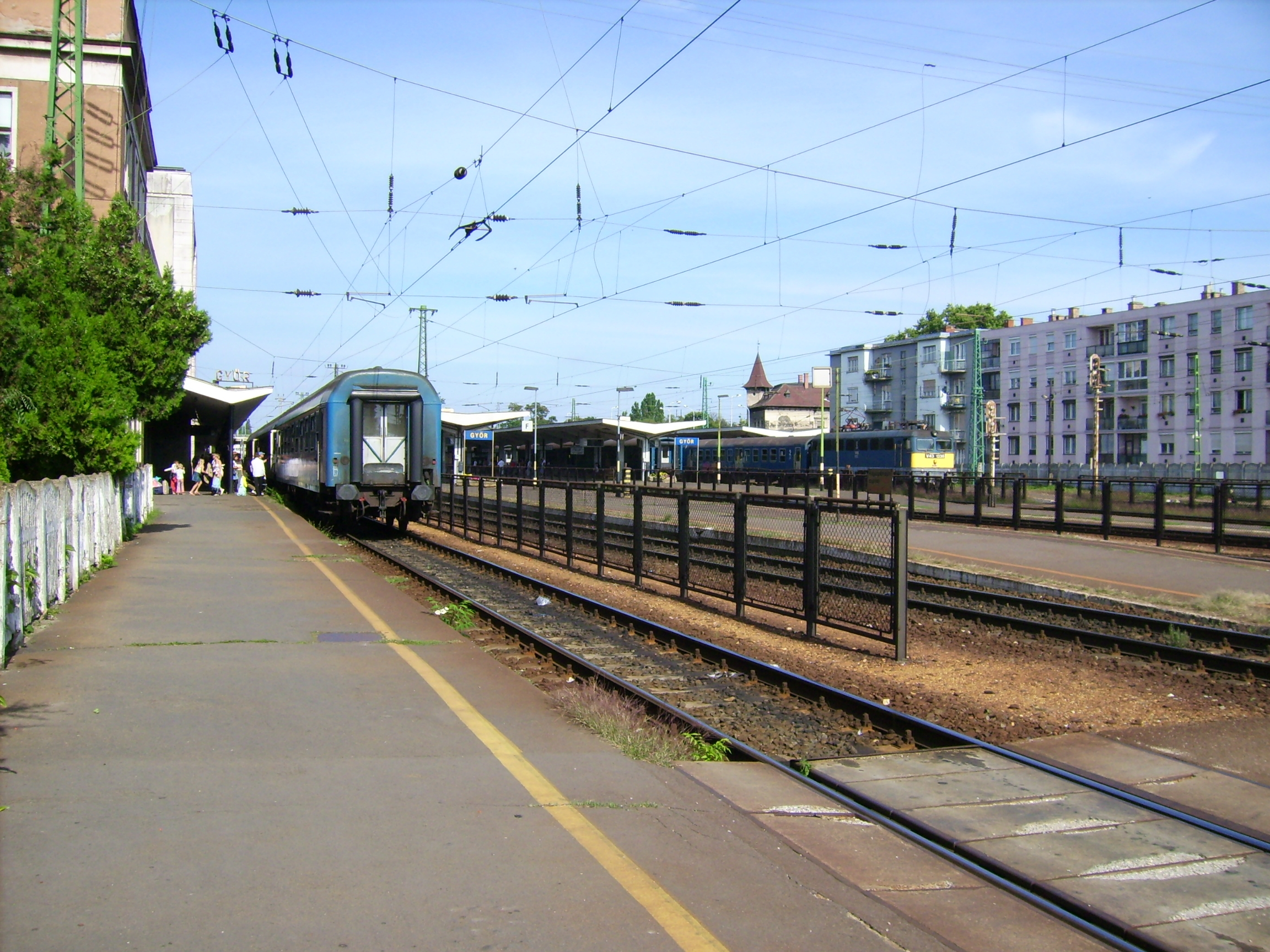
Pohled na stanici.
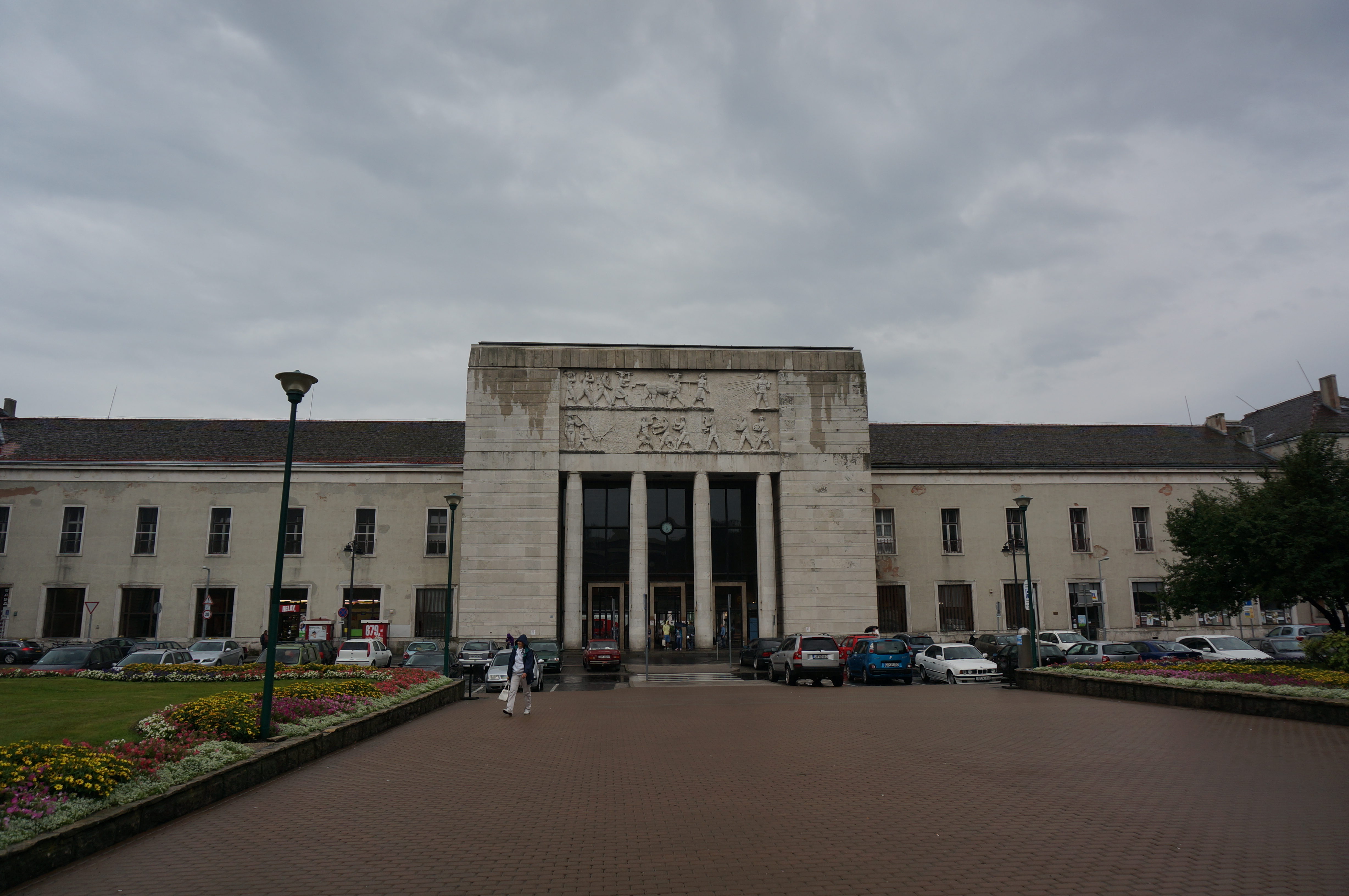
Pohled na staniční budovu.
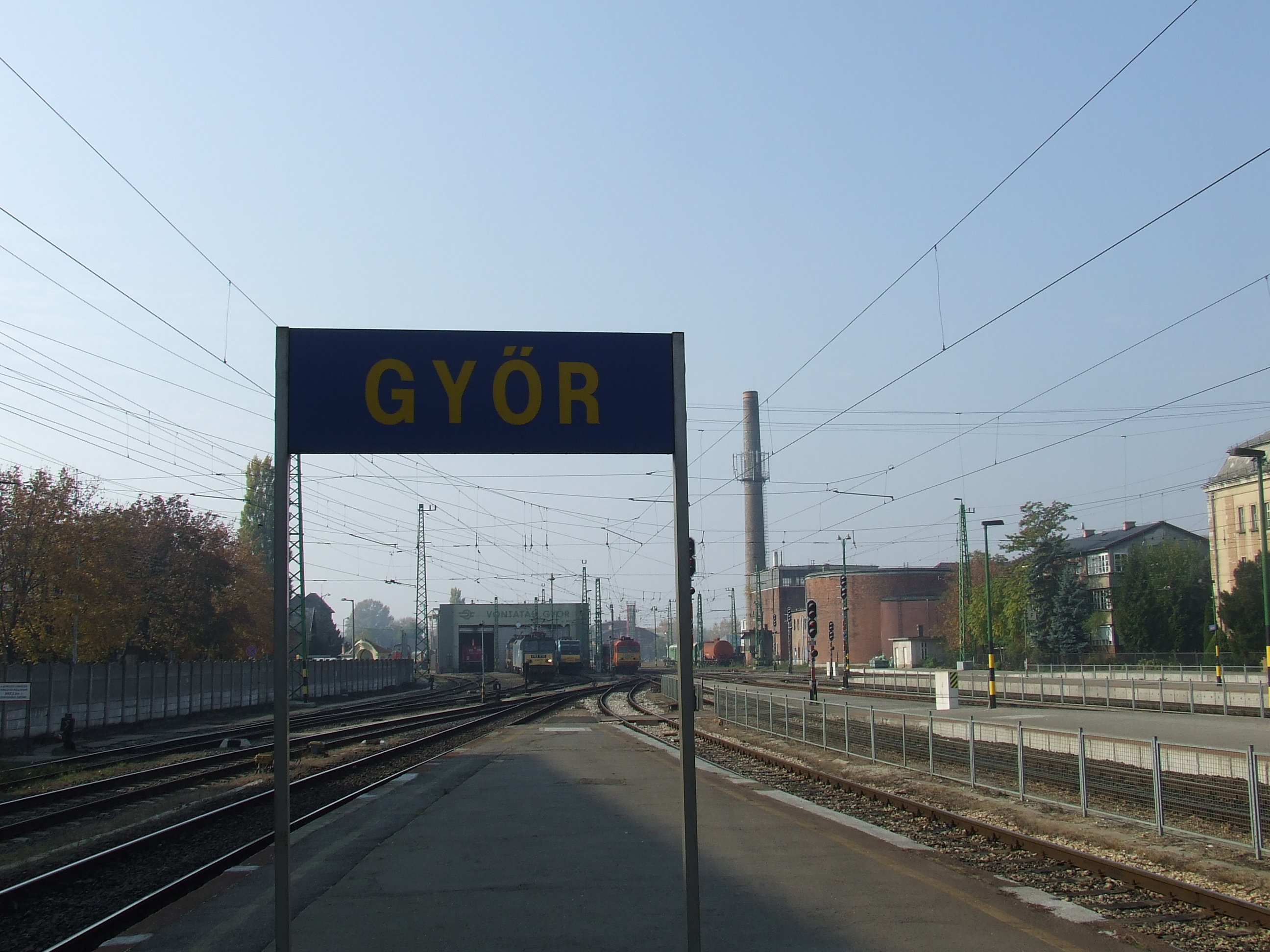
Staniční cedule.
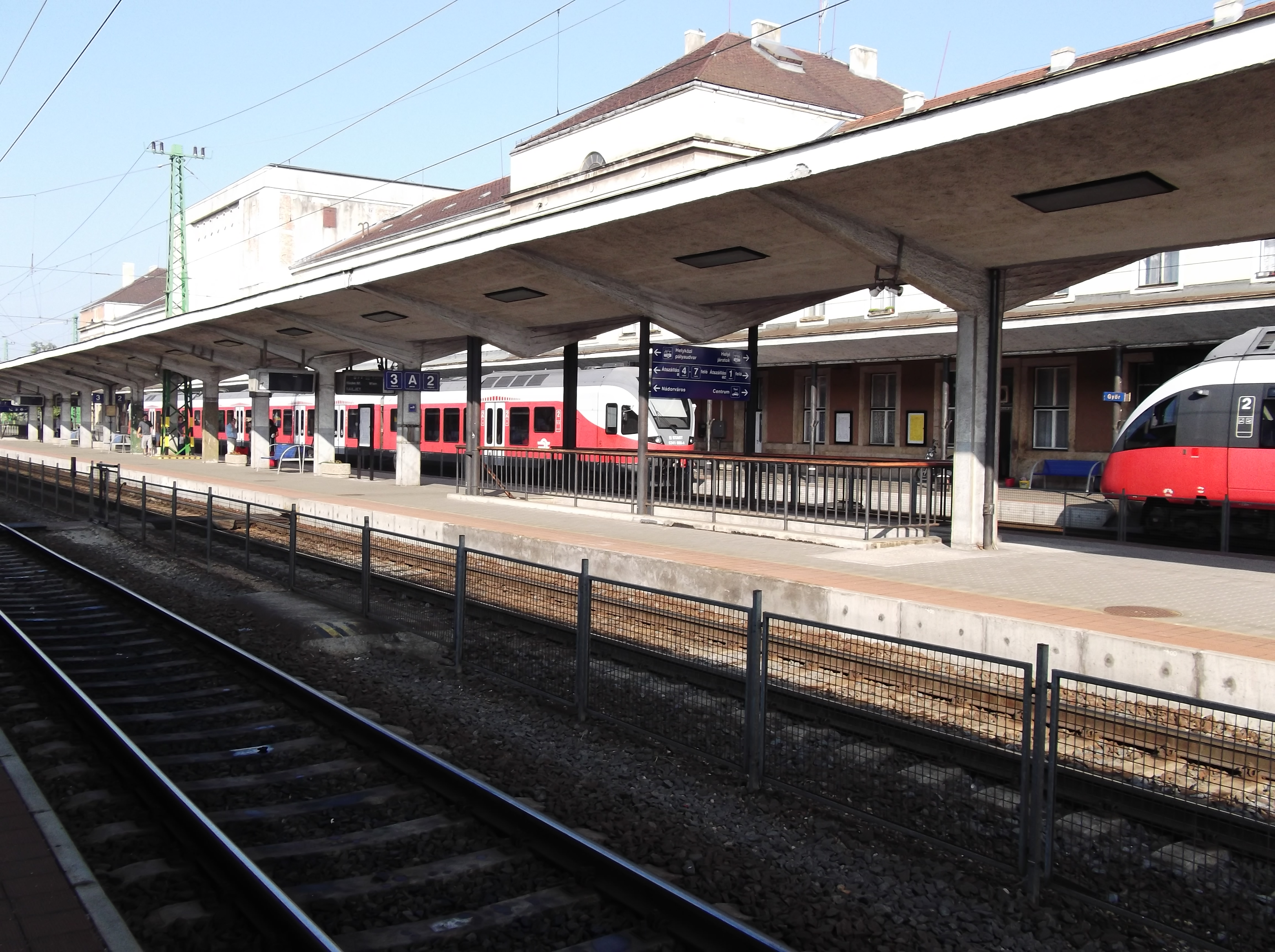
Provoz ve stanici.
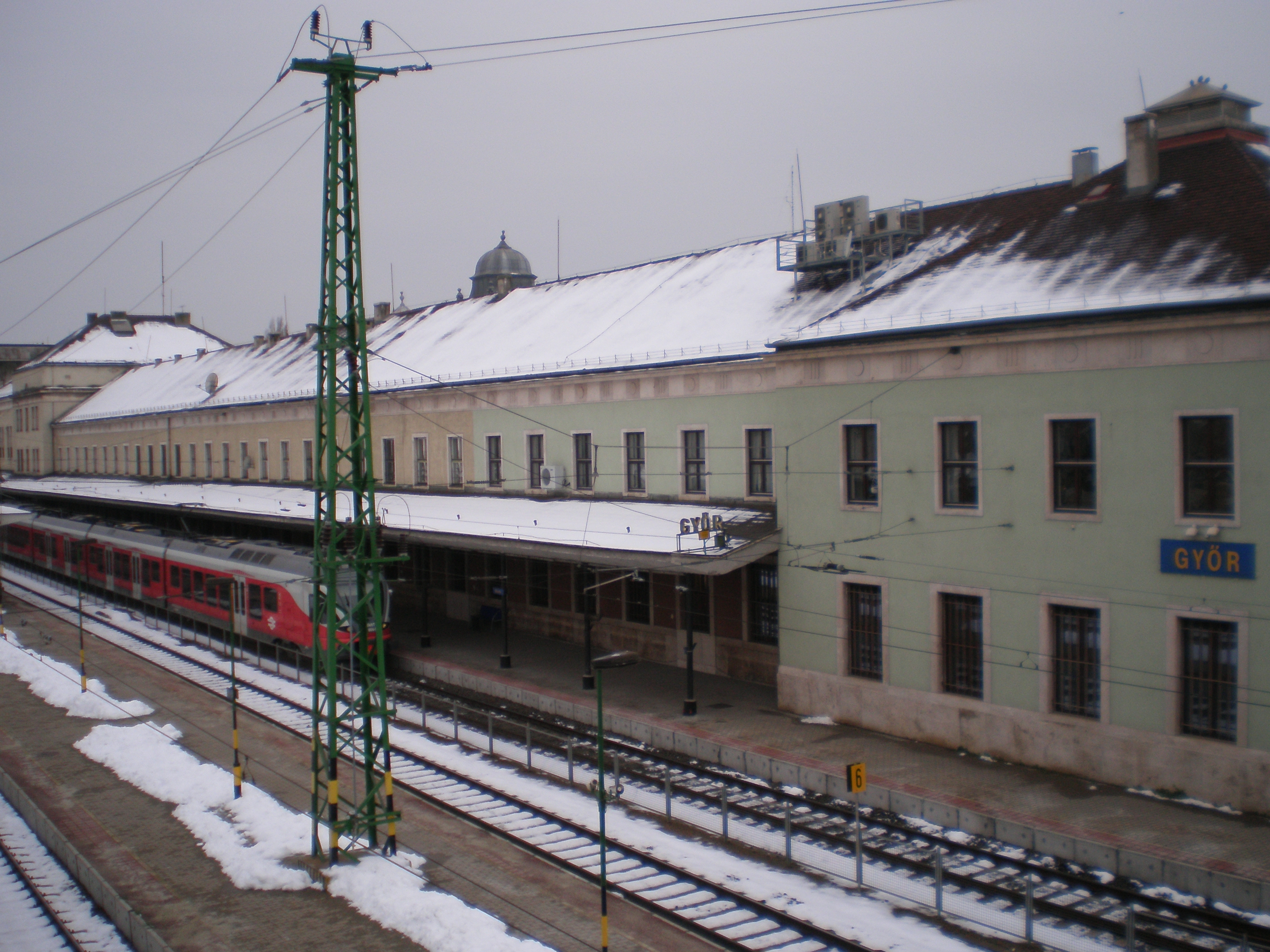
Jednotka FLIRT ve stanici.
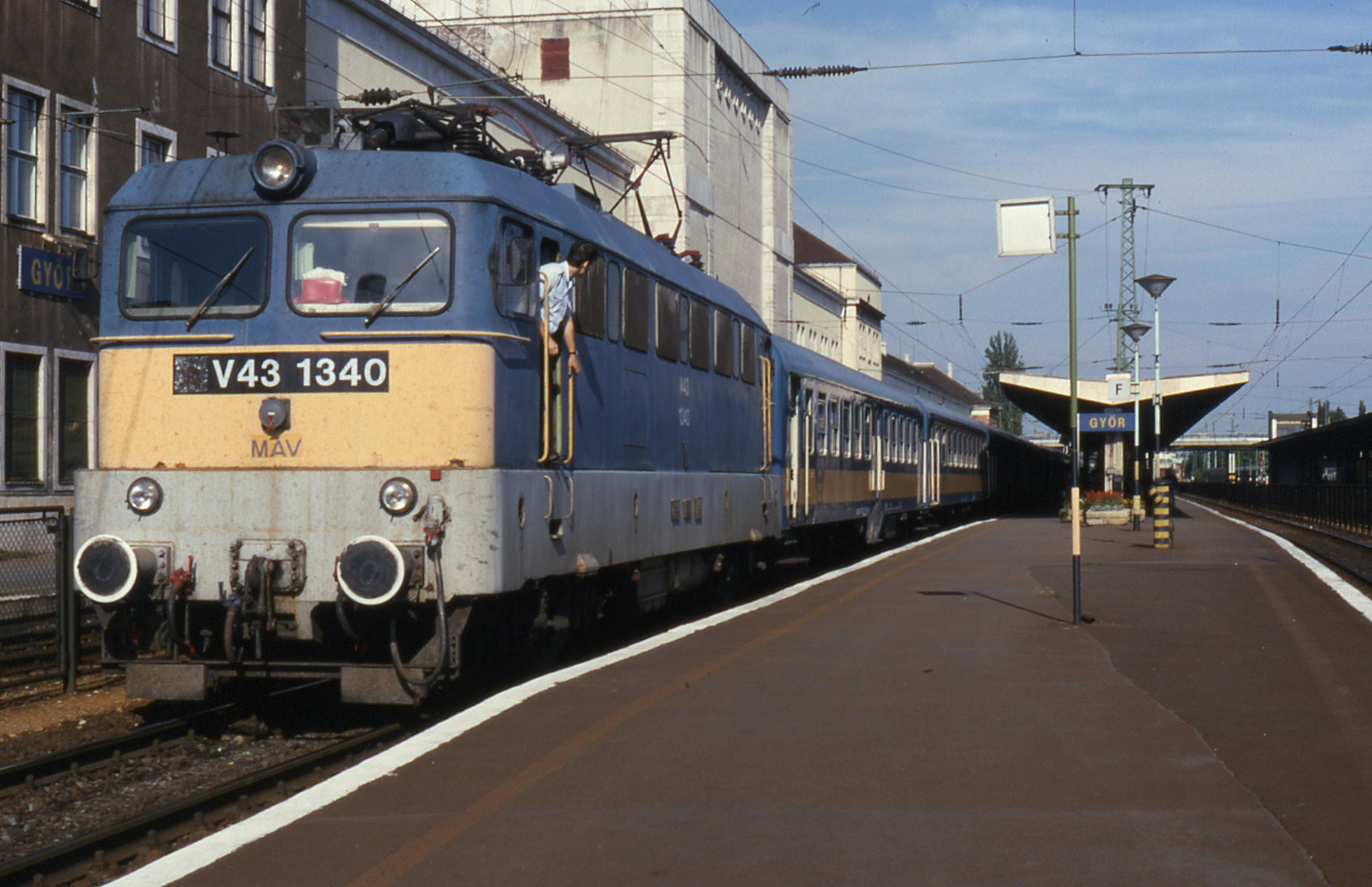
Vzhled stanice před modernizací.